# Єсипок Володимир Миколайович
Володимир Миколайович Єсипок (нар.26 грудня 1950, Полтава) — український співак-бандурист (бас). Заслужений артист УРСР (1989). Народний артист України (2007), професор, голова Національної спілки кобзарів України.

## Життєпис
Перші навички гри на бандурі отримав від батька Миколи Макаровича Єсипка.
У 1957–1966 роках навчався в музичній школі (перша вчителька — Марія Никифорівна Івашенко). У 1966–1970 роках продовжив навчання у Полтавському музичному училищі імені М. В. Лисенка, яке закінчив по класу бандури і сольного співу. У 1975 році закінчив Київську консерваторію за фахом «бандурист — концертний виконавець» (клас бандури професора Сергія Васильовича Баштана).
Від 1976 року соліст Державного оркестру народних інструментів України. За 25 років роботи в оркестрі створив кілька концертних програм — вокальні твори у супроводі оркестру та власному супроводі на бандурі. У цей період на Українському радіо зробив 26 фондових записів: пісні, романси, інструментальна музика. У 1977 році — переможець та лауреат республіканського конкурсу виконавців на народних інструментів.
Був серед засновників та ініціаторів створення Всеукраїнської спілки кобзарів (нині НСКУ), з 2000 року — в. о. голови цієї організації.
Професор, викладач єдиної в Україні кафедри кобзарського мистецтва та бандури в Київському національному університеті культури і мистецтв. Народний артист України, голова правління Національної спілки кобзарів.
За його активною участю проведена в музеї гетьманства важлива наукова конференція «Кобзарство — чинник державотворення».

## Доробок
Редактор та упорядник серії з п'яти збірок репертуару бандуриста — «Гей, вдарте в струни, кобзарі».

### Аудіо записи
- Авторська аудіо-касета «Ще не вмерла Україна» (фірма Аудіо-Україна, 1991 р.)
- Фільм-концерт «Гей, літа орел» (студія Укртелефільм, 1993 р.)

## Репертуар
- «Дума про козака Голоту»
- «Дума про козака-бандуриста»
- «Гей, літа орел»
- «Козак Мамай»
- «Віє вітер»
- «Удовицю я любив»
- «Коли б я був Полтавський соцький»
- «Кров людська — не водиця» (музика Платона Майбороди, слова О. Никоненка)
- «Зацвіла в долині червона калина» (музика Якова Степового, слова Тараса Шевченка)
- Фантазія «Гомін степів» (музика Григорія Китастого)